# Берч-Трі (Міссурі)
Берч-Трі (англ. Birch Tree) — місто (англ. city) в США, в окрузі Шеннон штату Міссурі. Населення — 541 особа (2020).

## Географія
Берч-Трі розташований за координатами 36°59′48″ пн. ш. 91°29′30″ зх. д. / 36.99667° пн. ш. 91.49167° зх. д. (36.996681, -91.491670).  За даними Бюро перепису населення США в 2010 році місто мало площу 3,58 км², уся площа — суходіл.

## Демографія
Згідно з переписом 2010 року, у місті мешкало 679 осіб у 298 домогосподарствах у складі 167 родин. Густота населення становила 190 осіб/км².  Було 347 помешкань (97/км²).
Расовий склад населення:
| - 92,8 % — білих - 0,9 % — корінних американців - 0,7 % — азіатів - 0,3 % — чорних або афроамериканців - 3,1 % — осіб інших рас |

До двох чи більше рас належало 2,2 %. Частка іспаномовних становила 6,9 % від усіх жителів.
За віковим діапазоном населення розподілялося таким чином: 24,9 % — особи молодші 18 років, 57,7 % — особи у віці 18—64 років, 17,4 % — особи у віці 65 років та старші. Медіана віку мешканця становила 38,9 року. На 100 осіб жіночої статі у місті припадало 93,4 чоловіків;  на 100 жінок у віці від 18 років та старших — 93,2 чоловіків також старших 18 років.
Середній дохід на одне домашнє господарство  становив 34 335 доларів США (медіана — 20 144), а середній дохід на одну сім'ю — 46 593 долари (медіана — 30 114). За межею бідності перебувало 41,4 % осіб, у тому числі 60,9 % дітей у віці до 18 років та 16,7 % осіб у віці 65 років та старших.
Цивільне працевлаштоване населення становило 211 осіб. Основні галузі зайнятості: виробництво — 30,8 %, освіта, охорона здоров'я та соціальна допомога — 16,1 %, роздрібна торгівля — 14,2 %, будівництво — 14,2 %.